# Мамерк Емилий Скавър
Вижте пояснителната страница за други личности с името Марк Емилий Скавър.
Мамерк Емилий Скавър (на латински: Mamercus Aemilius Scaurus; † 34 г.) е римски сенатор, поет и оратор по времето на император Тиберий.

## Биография
Произлиза от клон Скавър на фамилията Емилии. Син е на Марк Емилий Скавър, който участва в битката при Акциум (31 пр.н.е.) на страната на Марк Антоний. Внук е на Марк Емилий Скавър Млади (претор 56 пр.н.е.) и Муция Терция. Правнук е на Марк Емилий Скавър Старши (консул 115 пр.н.е.) и Цецилия Метела Далматика.
Първия му брак е с Емилия Лепида, дъщеря на Лепид Младши и потомка на Сула и Помпей. Двамата имат една дъщеря (или син). Съпругата му е била преди това до 20 г. омъжена за Публий Сулпиций Квириний и изгонена за изневяра. Защитавана е от брат ѝ Маний Емилий Лепид (консул 11 г.). Скавър се развежда с нея, когато през 22 г. тя е заточена, заради убийство чрез отравяне на първия ѝ мъж Квириний, доказано от нейните роби чрез измъчване. Скавър се жени след това за Секстия, вдовицата на полубрат му Луций Корнелий Сула (консул 5 пр.н.е.).
През 21 г. става суфектконсул. През 32 г. е обвинен поради maiestas с други за смъкването на Луций Елий Сеян, но Тиберий се отказва от процес. След две години отново е обвинен поради издадени верси в негова Трагедия, които преторианският префект Квинт Невий Корд Суторий Макрон разбира като обида на императора. Обвинителите му Корнелий и Сервилий обръщат това в магьостничество и брачна изневяра с някоя Ливия (вероятно с Юлия Ливия).
Скавър и съпругата му се самоубиват през 34 г., така и фамилията изчезва.